# Mudigere
Mudigere là một thị xã panchayat của quận Chikmagalur thuộc bang Karnataka, Ấn Độ.

## Địa lý
Mudigere có vị trí 13°08′B 75°38′Đ / 13,13°B 75,63°Đ Nó có độ cao trung bình là 915 mét (3001 feet).

## Nhân khẩu
Theo điều tra dân số năm 2001 của Ấn Độ, Mudigere có dân số 8962 người. Phái nam chiếm 51% tổng số dân và phái nữ chiếm 49%. Mudigere có tỷ lệ 82% biết đọc biết viết, cao hơn tỷ lệ trung bình toàn quốc là 59,5%: tỷ lệ cho phái nam là 85%, và tỷ lệ cho phái nữ là 79%. Tại Mudigere, 10% dân số nhỏ hơn 6 tuổi.